# Griphoneura nigricornis
Griphoneura nigricornis är en tvåvingeart som beskrevs av Charles Howard Curran 1938. Griphoneura nigricornis ingår i släktet Griphoneura och familjen lövflugor. Inga underarter finns listade i Catalogue of Life.